# Simulium popowae
Simulium popowae är en tvåvingeart som beskrevs av Rubtsov 1940. Simulium popowae ingår i släktet Simulium och familjen knott. Inga underarter finns listade i Catalogue of Life.